# Richmondshire
Richmondshire este un district ne-metropolitan situat în Regatul Unit, în comitatul North Yorkshire din regiunea Yorkshire and the Humber, Anglia.

## Orașe din cadrul districtului
- Middleham
- Richmond